# Aragara imitator
Aragara imitator är en tvåvingeart som först beskrevs av Becker 1911.  Aragara imitator ingår i släktet Aragara och familjen fritflugor. Inga underarter finns listade i Catalogue of Life.